# Vasaparken, Västerås

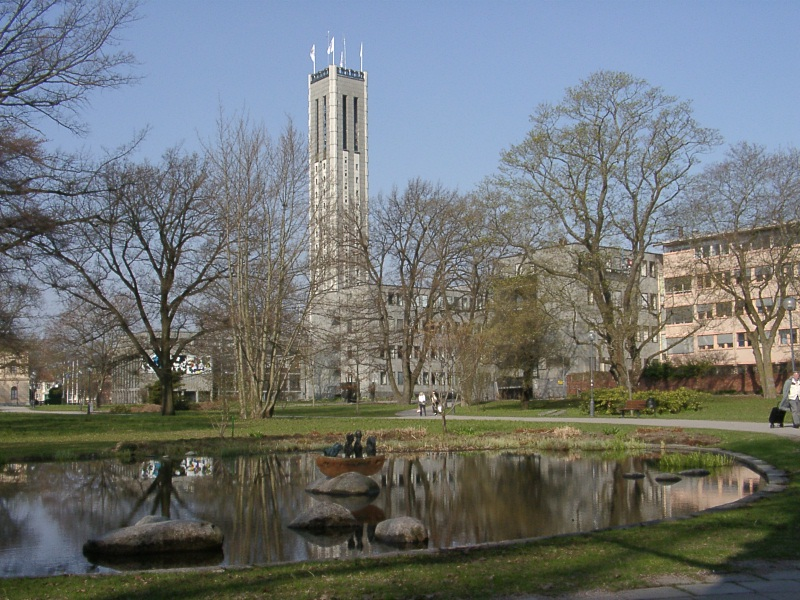
Dammen och Stadshuset i Vasaparken. I dammen syns Sture Collins skulptur Dårarnas båt.

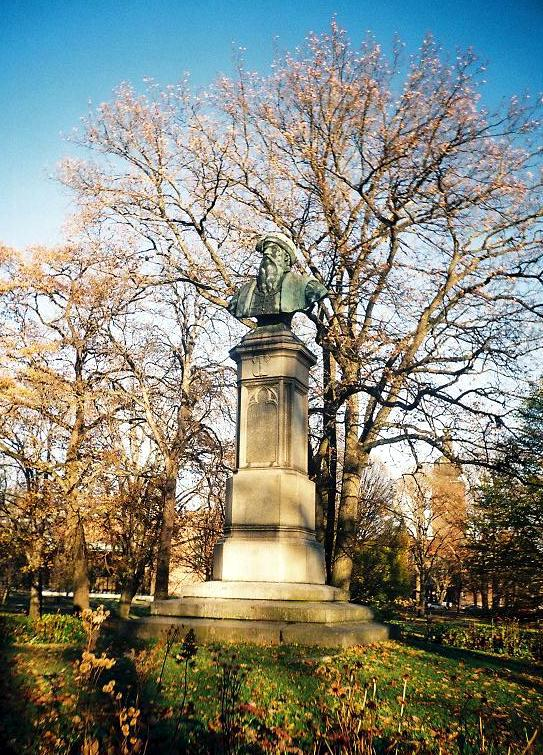
Byst över Gustav Vasa

Vasaparken är den största parken i centrala Västerås i Västmanland. Den ramas in av stadshuset, konserthuset, centralstationen, Södra Ringvägen, slottet och rådhuset.

## Historia
Ursprungligen var parken en kunglig trädgård på dåvarande Munkholmen, vilken Gustav Vasa lät anlägga år 1541. Den öppnades för allmänheten på 1600-talet, då den användes för kägelspel och andra förströelser. Genom ett kungligt brev från 1863 uppläts trädgården för all framtid till staden. Den började då användas som en borgerlig promenadpark, men byggdes samtidigt om och fick karaktären av en engelsk park. I och med detta upplåtande kunde parken inte bära anspråk på namnet Kungsträdgård längre, varför parken döptes om till Vasaparken.
I parken restes stadens första skulptur, en byst av Gustav Vasa som modellerades 1863 av Carl Gustaf Qvarnström. Vasaparken har kvar karaktären av engelsk park, med stora parkträd, en böljande gräsmatta och blomsterplanteringar. I parken finns en damm som tar emot dagvatten från stadens centrala delar. Där finns också rester av det i samband med reformationen  rivna  dominikanerklostrets grundmurar.Vid grävningar i Vasaparkens norra del i början av 1950-talet inför byggnationen av det nya stadshuset, hittades grundstenarna till klosteranläggingen. Det stod då klart att Gustav Vasas byst stått på fel plats i nästan hundra år. Men Gustav Vasa fick stå kvar, blickande ut över det imponerande slottet, som han byggde ut ordentligt under sin regeringstid med tegel och annat byggmaterial från det då nyligen stängda klostret.
I samband med att Gustav Vasa-bysten avtäcktes 1864 uppkallades den omgivande parken till Vasaparken. Parkområdet användes verkligen av Gustav Vasa, och kungarna därefter, som kungsträdgård för odling av grönsaker och frukt till slottets försörjning. Kungsträdgården anlades troligtvis på eller i anslutning till dominikanernas klosterträdgård.
Den senaste stora förändringen i Vasaparken skedde 2001, då konserthuset uppfördes. Parken blev därmed mer levande på kvällstid. Konsten är ett viktigt inslag i parken och här finns bland annat Olle Aldrins Borgarna, Sture Collins Dårarnas båt och Mats Åbergs Våga.